# …Like Clockwork
…Like Clockwork – szósty studyjny album amerykańskiego rockowego zespołu Queens of the Stone Age, wydany 3 czerwca 2013 roku przez Matador Records.
Album w Polsce uzyskał status złotej płyty.

## Lista utworów
1. Keep Your Eyes Peeled – 5:04
2. I Sat by the Ocean – 3:55
3. The Vampyre of Time and Memory – 3:34
4. If I Had a Tail – 4:55
5. My God Is the Sun – 3:55
6. Kalopsia – 4:38
7. Fairweather Friends – 3:43
8. Smooth Sailing – 4:51
9. I Appear Missing – 6:01
10. …Like Clockwork – 5:24

## Twórcy
- Joshua Homme - śpiew, gitara, szkło ("Keep Your Eyes Peeled"), grzechotki ("I Sat by the Ocean"), fortepian ("The Vampyre of Time and Memory"), perkusja (utwory 3 i 5), Moog ("The Vampyre of Time and Memory"), Roland SH-2 ("The Vampyre of Time and Memory"), powietrze ("Kalopsia"), żaba ("Smooth Sailing"), looper ("Smooth Sailing"), gitara dwunastostrunowa ("I Appear Missing"), gitara typu "slide" (utwory 2 i 9), dwunastostrunowa gitara typu "slide" ("…Like Clockwork"), gitara basowa ("…Like Clockwork")
- Troy Van Leeuwen – gitara, śpiew, grzechotki (utwory 1 i 9), klaskanie (utwory 2 i 8), Moog (utwory 3-5), Korg Arpeggio ("The Vampyre of Time and Memory"), perkusja ("My God Is the Sun"), gitara dwunastostrunowa (utwory 5 i 9), lap steel (utwory 3 i 6), gitara typu "drone" ("I Appear Missing"), gitara akustyczna ("…Like Clockwork"), dwunastostrunowa gitara typu "slide" ("…Like Clockwork"), "super ego drone" ("…Like Clockwork")
- Dean Fertita - instrumenty klawiszowe, gitara, śpiew, szkło ("Keep Your Eyes Peeled"), "wurly" (utwory 3 i 7), gitara typu "slide" ("I Sat by the Ocean"), fortepian (utwory 1-3 i 6), Moog ("If I Had a Tail"), Korg ("If I Had a Tail"), Rhodes ("Kalopsia"), Korg MS-10 ("Kalopsia"), clavinet ("I Appear Missing")
- Michael Schuman - gitara basowa, śpiew, talerze ("Keep Your Eyes Peeled"), tamburyn ("I Sat by the Ocean"), gitara dwunastostrunowa ("If I Had a Tail"), Moog ("Kalopsia"), gitara ("Fairweather Friends"), klawesy ("Smooth Sailing"), grzechotki ("Smooth Sailing"), claps ("Smooth Sailing"), melotron ("…Like Clockwork")

### Gościnnie
- Dave Grohl – perkusja (utwory 4, 5, 7, 8 i 9)
- Joey Castillo – perkusja (utwory 1, 2, 3 i 6), klaskanie (utwory 1 i 2)
- Jon Theodore – perkusja (utwór 10)
- Nick Oliveri – śpiew (utwory 4 i 7)
- Brody Dalle – śpiew ("Fairweather Friends")
- Mark Lanegan – śpiew (tracks 4 i 7), kompozycja ("Fairweather Friends")
- Alex Turner – śpiew ("If I Had a Tail"), tekst piosenki ("Kalopsia")
- Trent Reznor – śpiew (utwory 6 i 7), kick, snare ("Kalopsia")
- Jake Shears – śpiew ("Keep Your Eyes Peeled")
- Elton John – fortepian, śpiew ("Fairweather Friends")
- Charlie May – fortepian ("…Like Clockwork")
- James Lavelle – aranżacja instrumentów smyczkowych ("…Like Clockwork")
- Philip Shepard – instrumenty smyczkowe, aranżacja instrumentów smyczkowych ("…Like Clockwork")